# Grotta Ottimista
La grotta Ottimista (in ucraino Оптимістична печера?, Optymistyčna pečera) è una grotta di gesso situata vicino al villaggio ucraino di Korolivka, nel distretto di Čortkiv, parte dell'oblast' di Ternopil'. Al suo interno sono stati identificati circa 230 km di corridoi interni, attestandola come la grotta più lunga dell'Eurasia e la quinta grotta più lunga del mondo dopo Mammoth Cave, il sistema Sac Actun, Jewel Cave e il sistema Ox Bel Ha. Inoltre risulta essere la grotta di gesso più lunga del mondo.

## Storia
La grotta fu scoperta dagli speleologi del gruppo Cyclope di Leopoli nel 1966. Sebbene da allora vi siano state più di 50 spedizioni, negli ultimi anni l'esplorazione è notevolmente rallentata.
Nel 2008 la grotta ha avuto una menzione speciale tra le sette meraviglie naturali dell'Ucraina.

## Geologia
L'intera grotta si trova sotto un'area di 2 km² in uno strato di gesso risalente al periodo Neogene inferiore ai 30 m di spessore. I corridoi al suo interno tendono ad essere abbastanza piccoli, con non più di 3 m di larghezza e 1,5 m di altezza, anche se agli incroci possono elevarsi fino ai 10 m.
Il letto di gesso della grotta Ottimista è sormontato da uno strato di calcare, penetrato nella grotta tramite l'erosione formando speleotemi di calcite. In alcune parti della grotta il gesso ha formato cristalli, spesso tinti di una moltitudine di colori dai sali minerali, mentre in altre si sono formate grandi rose del deserto di gesso colorate di nero dall'ossido di manganese.
Nonostante il sito disti 130,4 km dalla grotta di Ozerna, l'undicesima grotta più lunga del mondo con una rete di 140 km di corridoi, non è stato trovato alcun collegamento tra le due.